# Jozue Oberleder
Jozue Oberleder (ur. 30 czerwca 1883 w Krakowie, zm. 15 lutego 1962 w Warszawie) – polski architekt i przedsiębiorca żydowskiego pochodzenia, działający w Krakowie.

## Życiorys
Syn Menasa i Racheli Salzberg. Uczył się w Szkole Przemysłowej w Krakowie; ukończył ją w 1904. Pracował w firmie Ferdynanda Lieblinga. W 1911 uzyskał licencję budowniczego.. W latach 20. wraz z Lieblingiem prowadził przedsiębiorstwo budowlane. W 1923 dołączył do Stowarzyszenia „Solidarność” B’nei B’rith. Był współwłaścicielem fabryki przyrządów mierniczych przy ul. Płaszowskiej 7. Po II wojnie światowej zmienił swoje imię i nazwisko (Szczepan Kalinowski). Został pochowany na cmentarzu wojskowym w Warszawie.

## Dzieła
wpisane do rejestru zabytków:
- 1913-1914: kamienica przy placu Matejki 6 w Krakowie
- 1911-1912: kamienica przy ulicy Brackiej 6 w Krakowie

w gminnej ewidencji zabytków:
- 1911-1912: kamienica przy ulicy Miodowej 32 w Krakowie
- 1911-1912: kamienica przy ulicy Rajskiej 20 w Krakowie
- 1911-1912: kamienica przy ulicy Augustiańskiej 4 w Krakowie
- 1912-1913 kamienica przy ulicy Zwierzynieckiej 17 w Krakowie
- 1912-1917: kamienica przy ulicy Lubomirskiego 23 w Krakowie
- 1912: kamienica przy ulicy Paulińskiej 8 i 14
- 1914: kamienica przy ulicy Paulińskiej 20 i 22
- 1918: kamienica przy ulicy Paulińskiej 26
- 1921-1922: kamienica przy ulicy Brzozowej 17 w Krakowie
- 1923: kamienica przy ulicy św. Stanisława 12 w Krakowie (wspólnie z Ferdynandem Lieblingiem)
- 1923-1926: kamienica przy ulicy Kordeckiego 5 w Krakowie (wspólnie z Ferdynandem Lieblingiem)
- 1924: przebudowa synagogi Tempel w Krakowie (wspólnie z Ferdynandem Lieblingiem)
- 1927: przebudowa synagogi Ahawat Raim w Krakowie (wspólnie z Ferdynandem Lieblingiem)
- 1927: kamienica przy ulicy Kordeckiego 3 w Krakowie (wspólnie z Ferdynandem Lieblingiem)
- 1928: kamienica przy ulicy Syrokomli 5 w Krakowie
- 1928-1930: kamienica przy ulicy Przemyskiej 1 w Krakowie
- 1933: przystań wioślarska klubu sportowego T. W. N. 23 przy ulicy Sandomierskiej w Krakowie

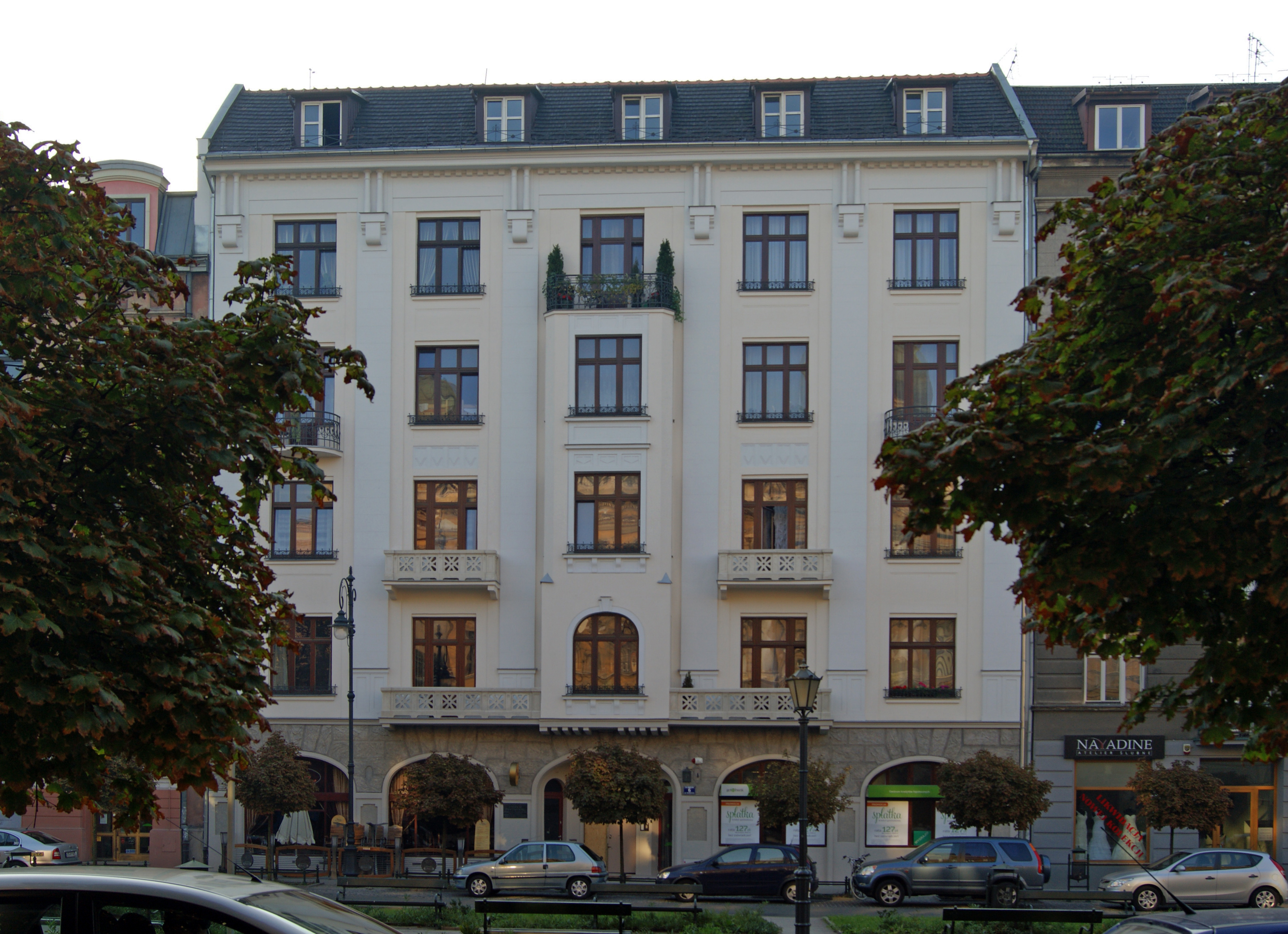
Kamienica (1913–1914), Kraków, pl. Jana Matejki 6
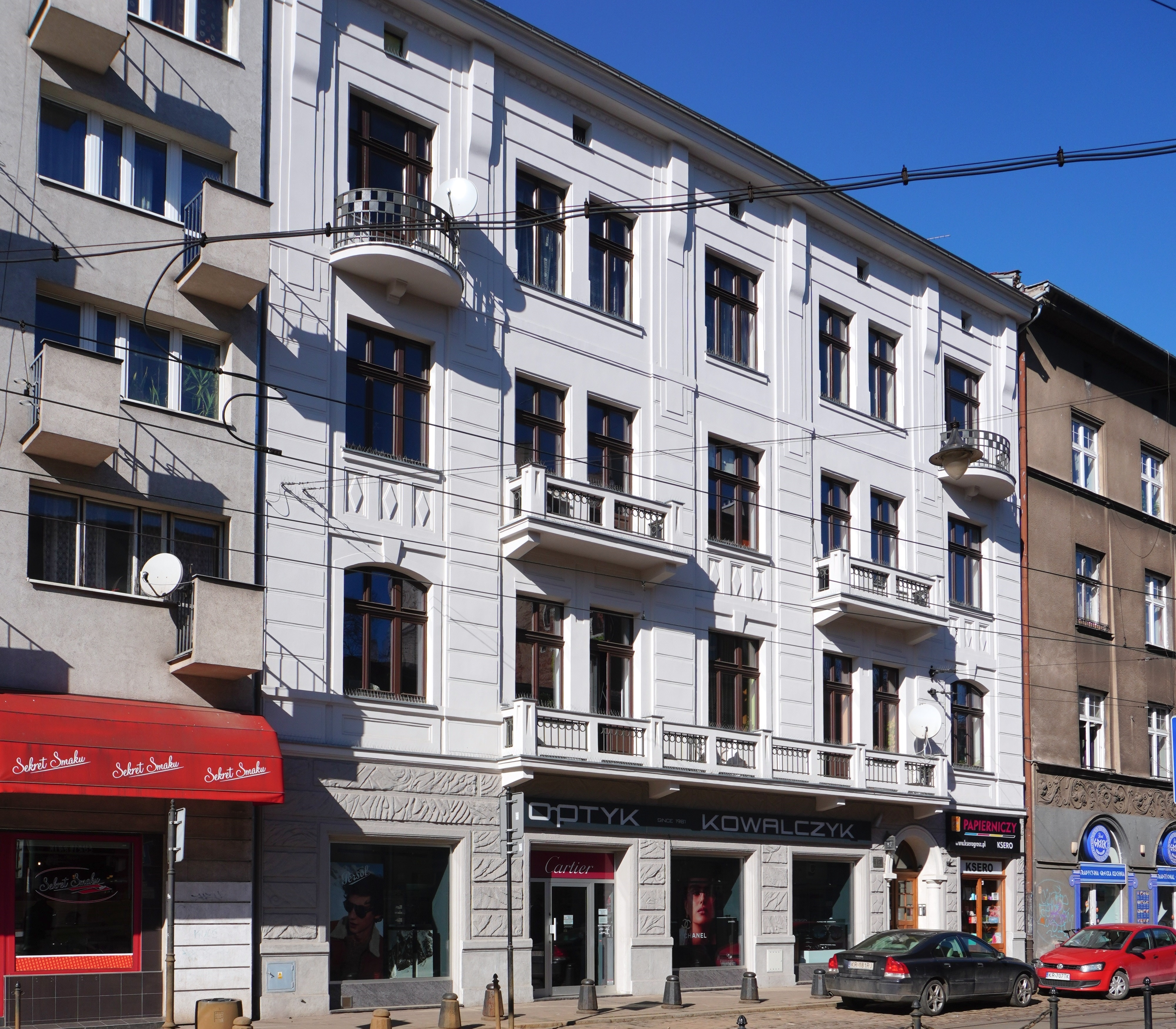
Kamienica (1913, przebudowa w 1928 wg proj. Franciszka Mączyńskiego), Kraków, ul. Zwierzyniecka 17
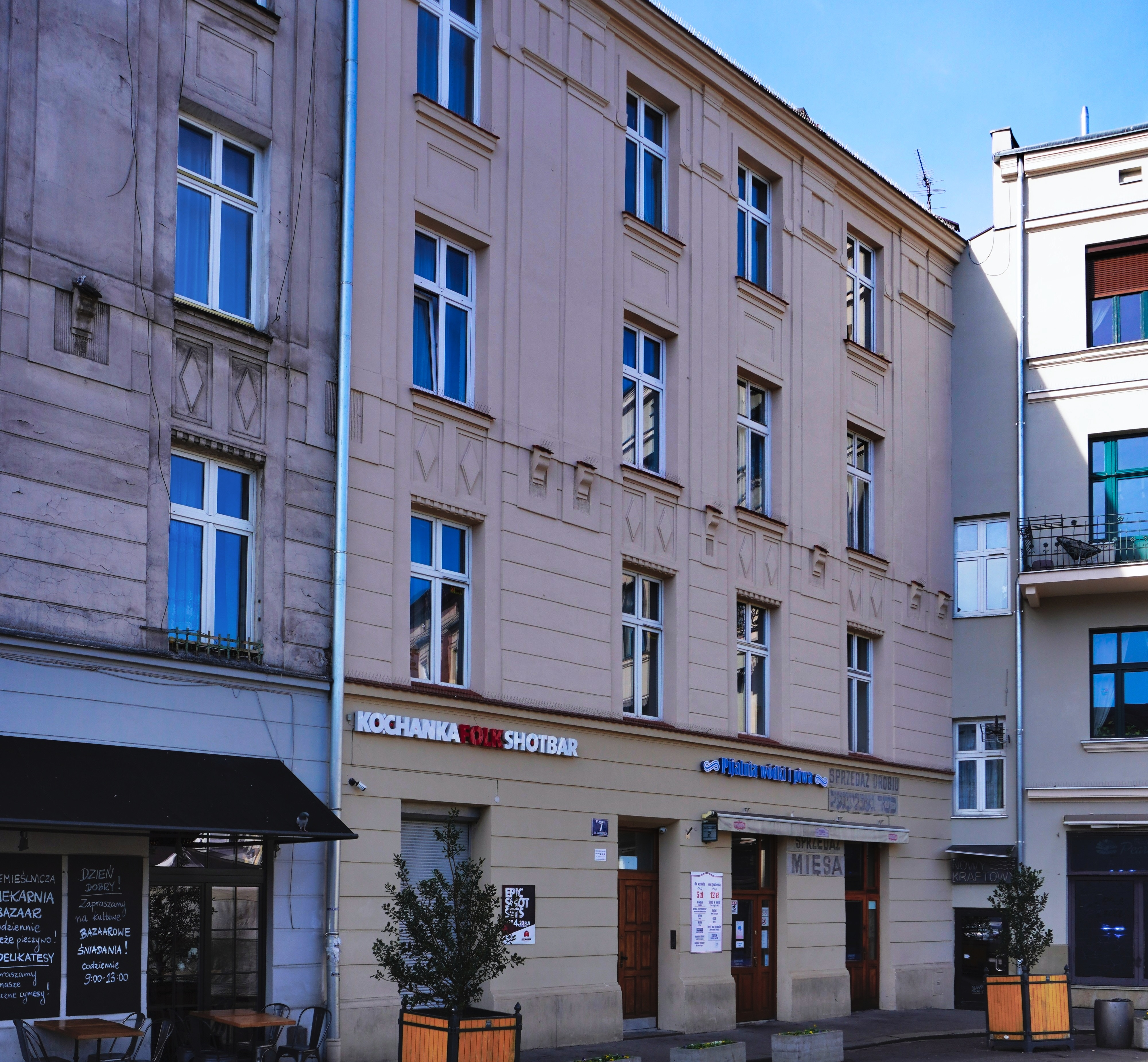
Kamienica (1911), Kraków, pl. Nowy 7
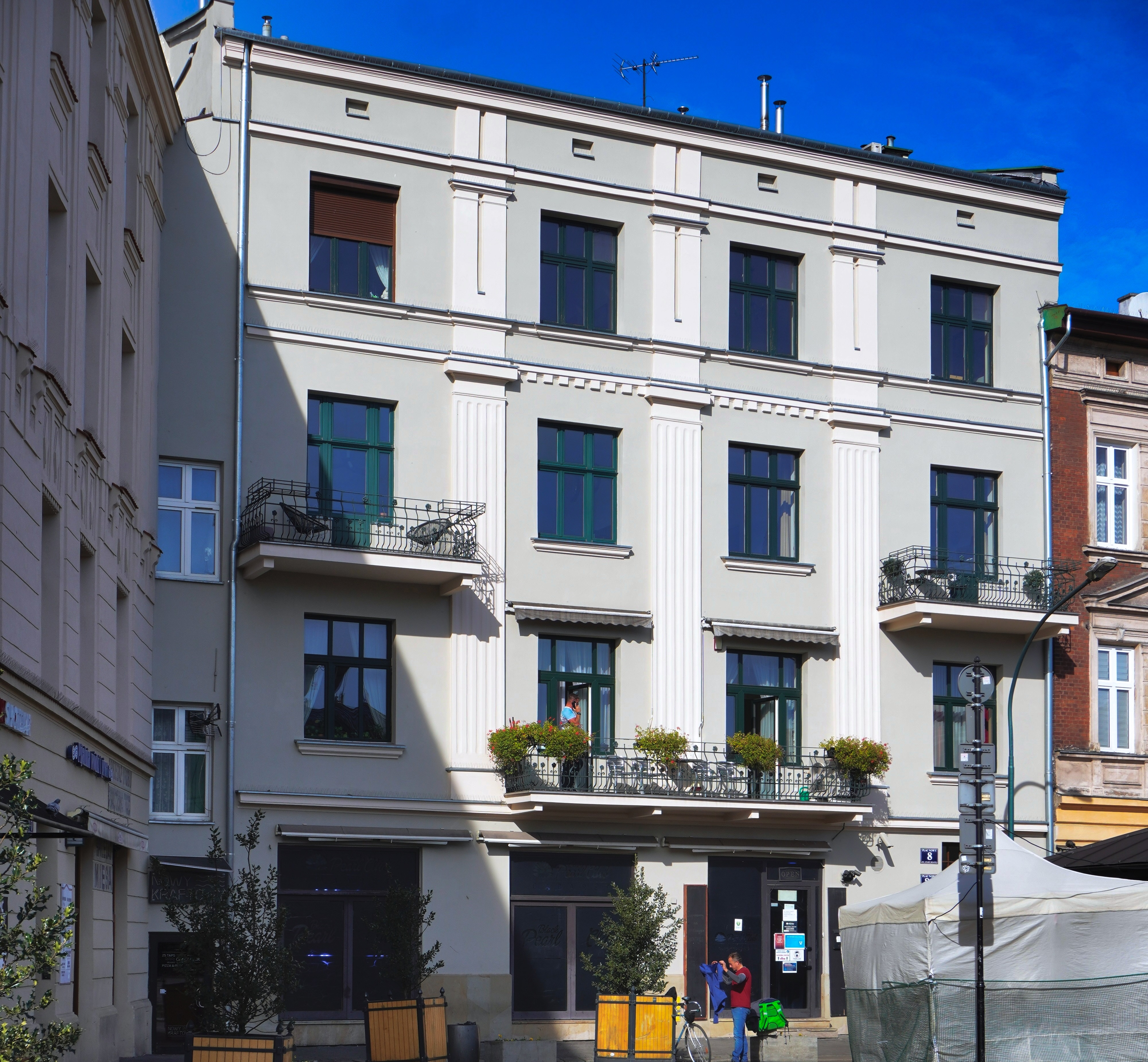
Kamienica (1923, wspólnie z Ferdynandem Lieblingiem), Kraków, pl. Nowy 8
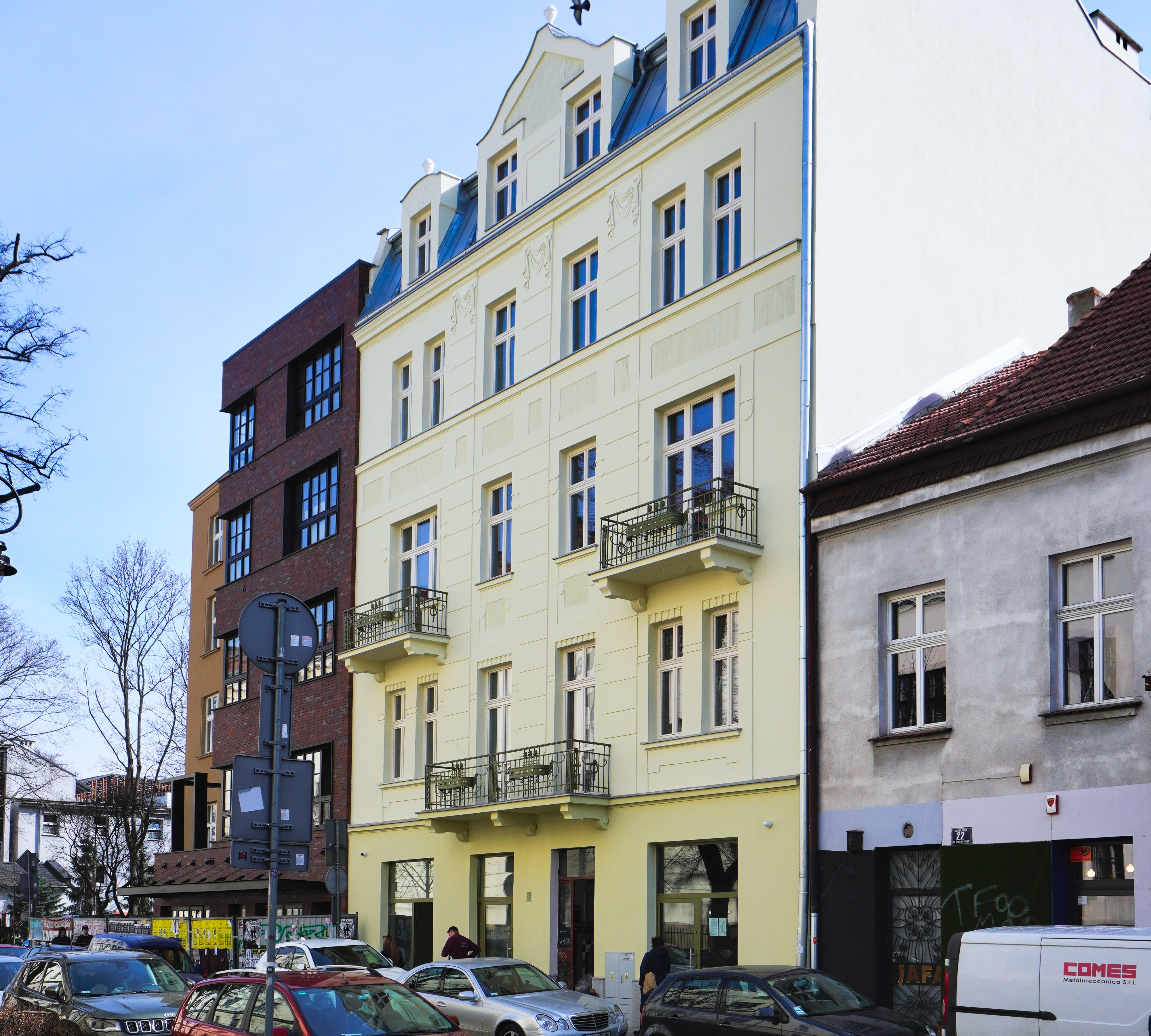
Kamienica (1911–1912), Kraków, ul. Rajska 20
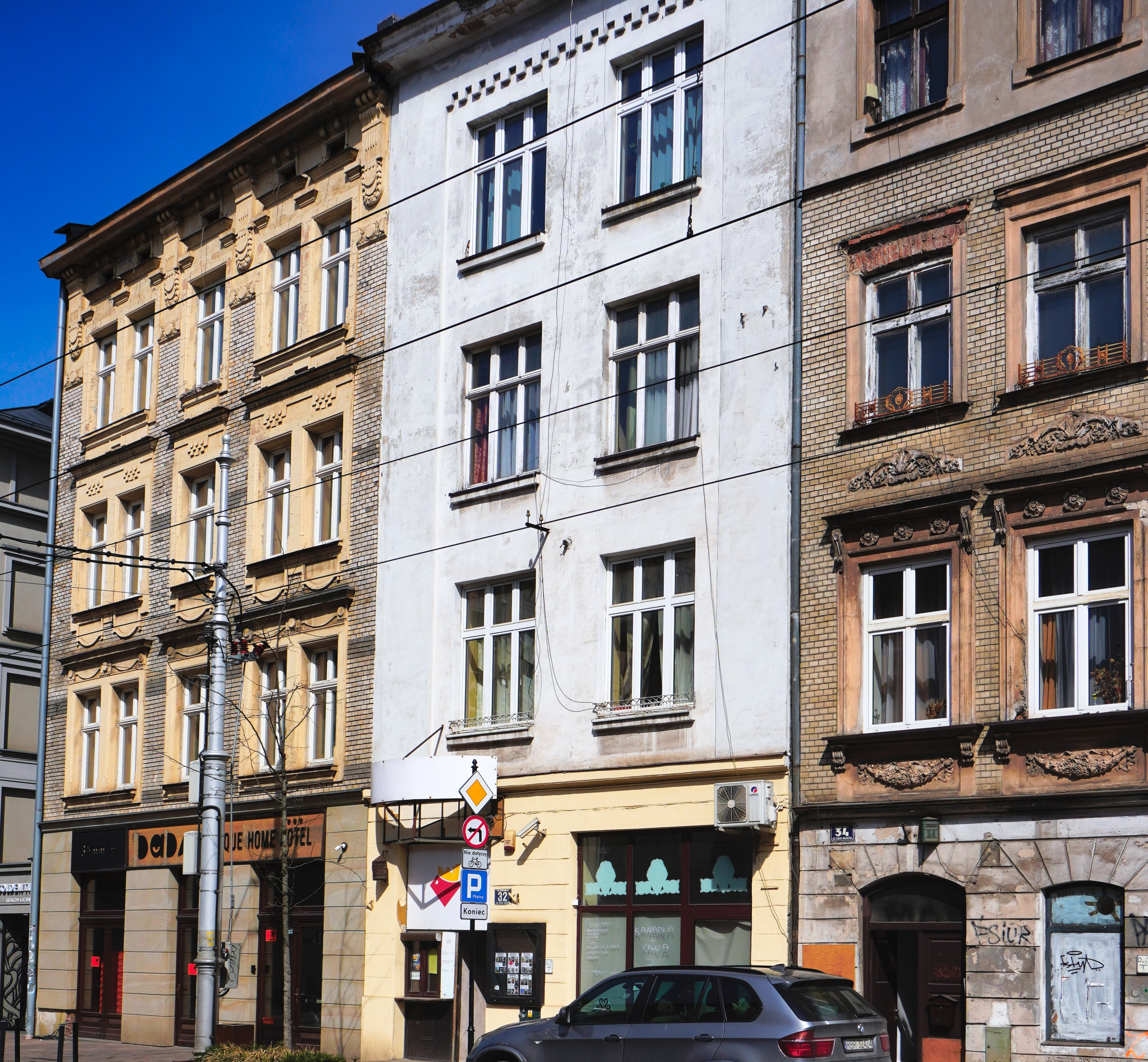
Kamienica (1914), Kraków, ul. Krakowska 32
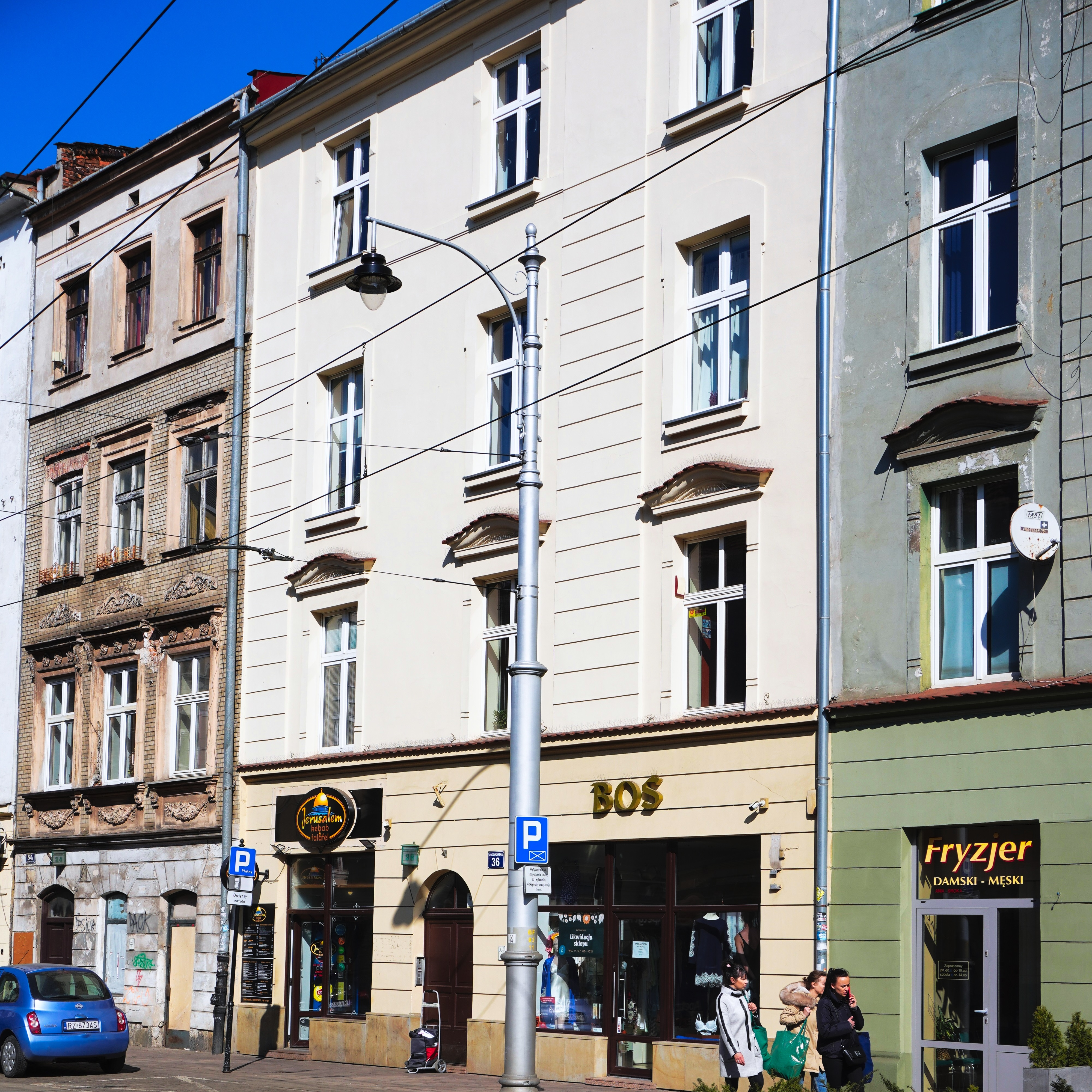
Kamienica (1912), Kraków, ul. Krakowska 36
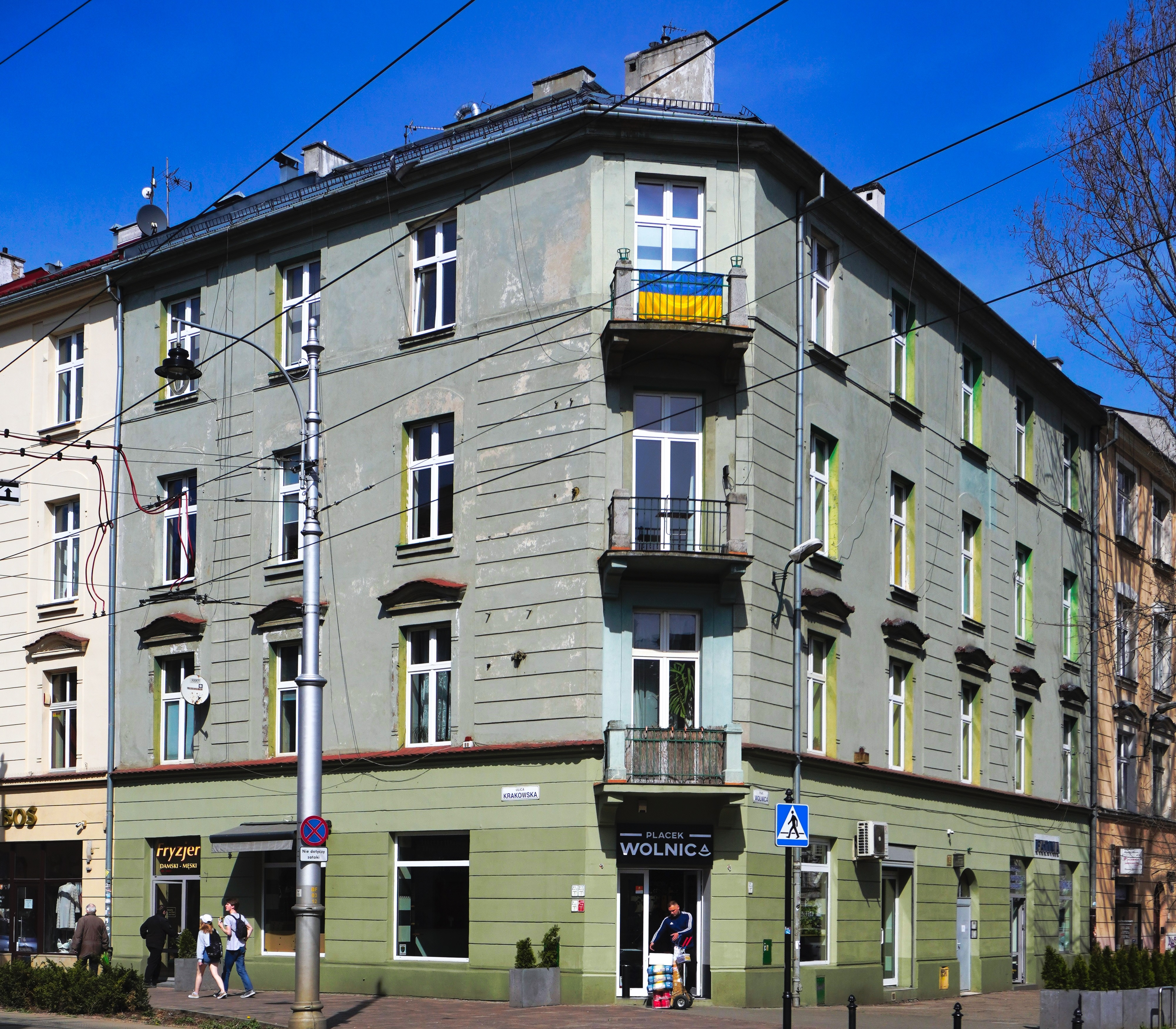
Kamienica (1912), Kraków, ul. Krakowska 38
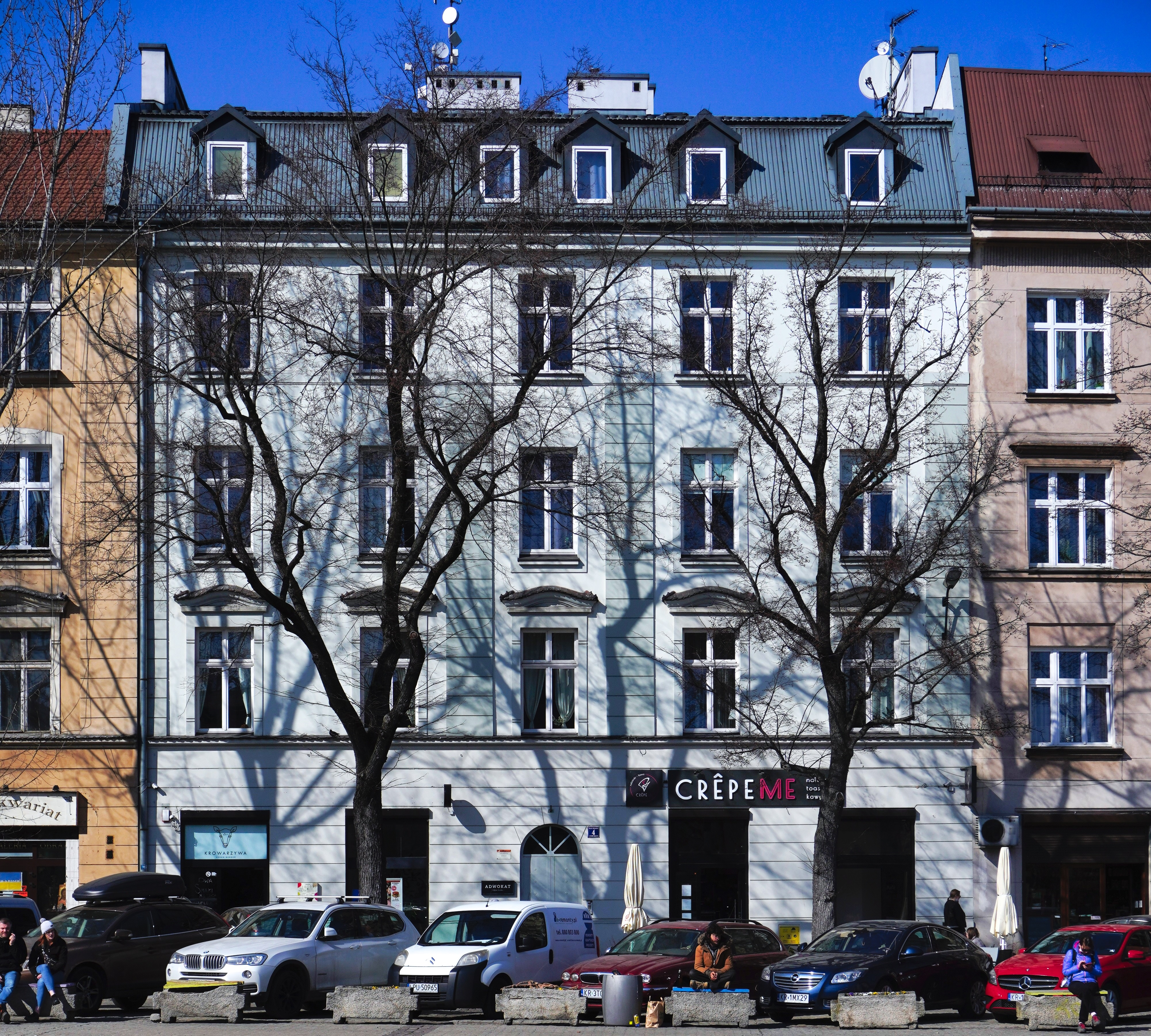
Kamienica, Kraków, pl. Wolnica 4
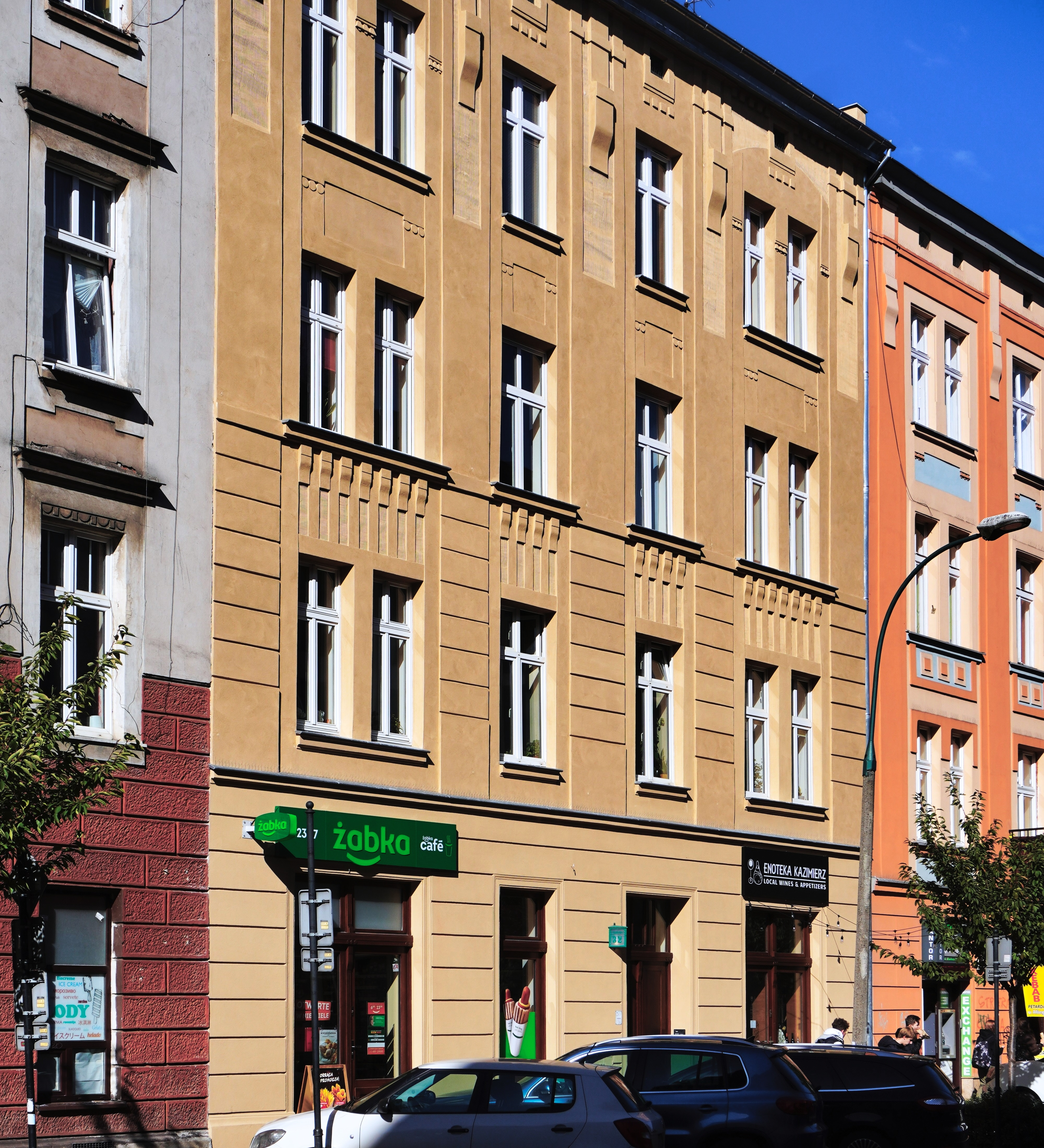
Kamienica (1911), Kraków, ul. Miodowa 32
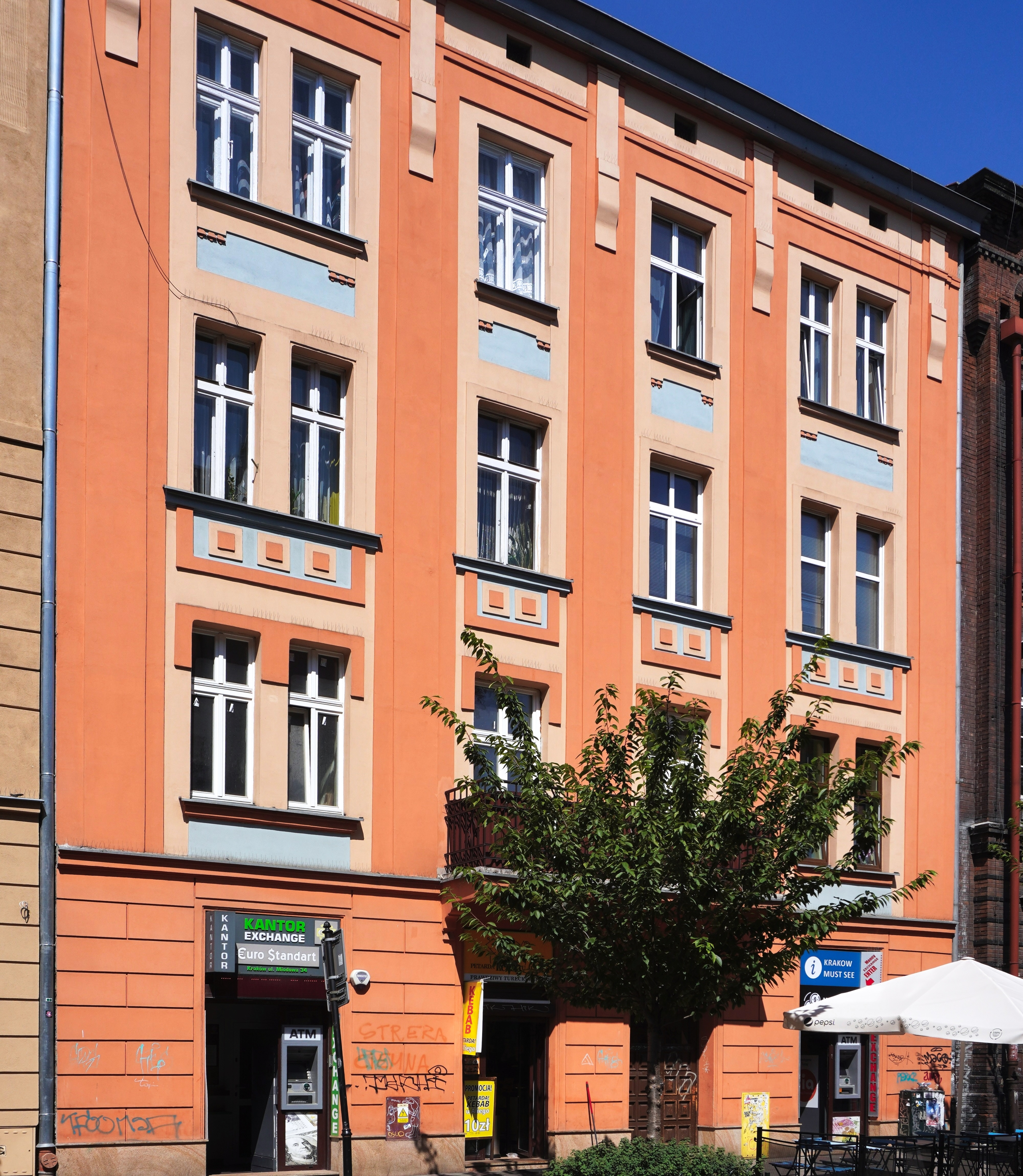
Kamienica (1911), Kraków, ul. Miodowa 34